# Wetheringsett-cum-Brockford
Wetheringsett-cum-Brockford est une paroisse civile du Suffolk, en Angleterre.